# Terrakota
- Nota: Se procura o material constituído por argila cozida no forno, consulte Terracota.

O projecto Terrakota é uma banda de música portuguesa com uma sonoridade diversificada de África, das Caraíbas, Índias  e Oriente. Têm como ponto de partida a música orgânica da África Negra, misturada com as sonoridades frescas das Caraíbas, das Índias e do Ocidente. Nos Terrakota, a variedade de ritmos é a palavra-chave que permite transpôr a energia de Romì, Junior, Alex, Francesco, David, Humberto e Nataniel, os sete elementos que constituem a banda. Por isso mesmo, essa fusão de influências reggae, sons do sahel, música mandinga, wassolou, chimurenga sound, música árabe, ritmos afro-cubanos ou soukous impõe o uso de uma grande variedade de instrumentos, provenientes dos vários pontos do globo - desde as congas ao djambé ou didjeridoo, além dos habituais baixo, guitarra e bateria.
O single "Bolomakoté"  saiu na colectânea Optimus 2001.
O seu primeiro disco, com nome homónimo e lançado em 2002, foi fruto de dois anos de trabalho.
Em 2004 lançam o álbum Humus Sapiens e em 2007 o seu terceiro álbum Oba Train.

## Integrantes
- Romì
- Junior
- Alex
- Francesco
- David
- Humberto
- Nataniel

## Discografia
- 2002 - Terrakota[2]
- 2004 - Humus Sapiens[2]
- 2007 - Oba Train[2]
- 2010 - World Massala
- 2016 - Oxalá